# Хоптранс-Сиренос
Хоптранс-Сиренос (лит. Hoptrans-Sirenos) — ныне несуществующий литовский женский баскетбольный клуб. 
Представлял Каунасский район, домашняя арена находилась в Гарляве. 
Двукратный чемпион Литвы.
Упразднён в межсезонье в 2018 году.

## История
В 2011 году клуб дебютировал в высшем дивизионе под названием «Сиренос». С 2012 года и до своего упразднения клуб назывался «Хоптранс-Сиренос». В 2018 году после чемпионского сезона был упразднён после отказа главного спонсора в дальнейшем финансировании клуба.

## Достижения
Чемпион Литвы: 2016, 2018.